# Aleix Font
Aleix Font Rodríguez (Barcelona, 11 de marzo de 1998) es un jugador de baloncesto español. Juega de escolta y su actual equipo es el Club Basquet Coruña de la Liga ACB. Es hermano del también baloncestista David Font.

## Carrera deportiva
Empezó su trayectoria deportiva en las filas del  JAC Sants y por temas laborales de su padre, se marchaba junto a su familia a Irlanda, para seguir formándose en el modesto Templeogue Basketball Club, de Dublín.
Tras dos años en la capital irlandesa nap, regresaba a la ciudad Condal y también al JAC Sants para jugar en el infantil ‘B’. Volvió en 2010, cuando tenía 12 años y no llegaría al club azulgrana hasta el año 2013.
En 2014, fue convocado entre los 16 jugadores que prepararían el Europeo sub-16. De suplente, a jugar 28 minutos por partido y ser decisivo para la conquista de una meritoria medalla de bronce.
En 2016, el barcelonés fue galardonado como   mejor escolta del Adidas Next Generation de Hospitalet, tras haber promediado 14.6 puntos (38.5% desde el triple), 6.2 rebotes, 2.6 asistencias, 2 recuperaciones y 18 de valoración en casi 25 minutos por encuentro.
En la temporada 2015/16 debuta en la LEB Oro con el filial del FC Barcelona y sería convocado para jugar la Copa del Rey con el primer equipo.
En 2019 se declara elegible para el draft de la NBA de 2019,en el que optara por entrar en la liga americana de baloncesto.
En agosto de 2019 se hace oficial su cesión al Brose Bamberg por una temporada.
En octubre de 2019 Brose anunciaba que cancelaba su cesión sin que Font ni tan siquiera llegara a debutar en partido oficial. Unos días después Obradoiro Clube de Amigos do Baloncesto anunciaba que había llegado a un acuerdo con el FC Barcelona para su cesión hasta el final de temporada.
El 21 de agosto de 2020, rescinde su contrato con el FC Barcelona y firma por el Casademont Zaragoza por cuatro temporadas. A su vez, el Casademont Zaragoza cede a Aleix al Bàsquet Girona de la Liga LEB Oro por una temporada.
El 10 de diciembre de 2020, regresa al Casademont Zaragoza de Liga Endesa, tras disputar con la camiseta del equipo catalán 7 partidos, con 20 minutos de media, en los que promedia 10 puntos de anotación.
El 29 de julio de 2022, firma por el Club Basquet Coruña de la Liga LEB Oro.